# Schwarzköpfe
Schwarzköpfe (Alepocephalidae) sind eine Familie von Tiefseefischen aus der Ordnung der Alepocephaliformes. Sie leben im östlichen Atlantik, im Mittelmeer, im westlichen Indischen Ozean und im Pazifik, meist in Tiefen von 300 bis 2000 Metern.

## Merkmale
Sie haben einen schlanken Körper und werden 14 Zentimeter bis 1,4 Meter lang. Ihr Kopf ist schuppenlos, viele Arten haben auch einen schuppenlosen Rumpf. Die Zähne sind normalerweise klein. Die Brustflossen werden von 7 bis 18 Flossenstrahlen gestützt. Die Anzahl der Branchiostegalstrahlen liegt bei 5 bis 8, 12 bei der pfeilförmigen Art Bathyprion danae. Schwarzköpfe sind meist schwarz (manche Arten hellblau) und haben Leuchtorgane.

## Systematik

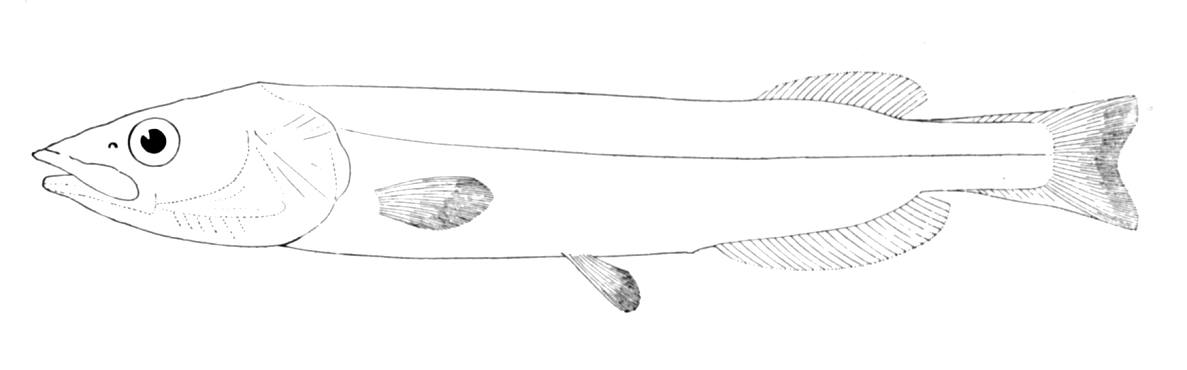
Conocara nigrum

Zu den Schwarzköpfen gehören 20 Gattungen mit fast 100 Arten.
- Alepocephalus

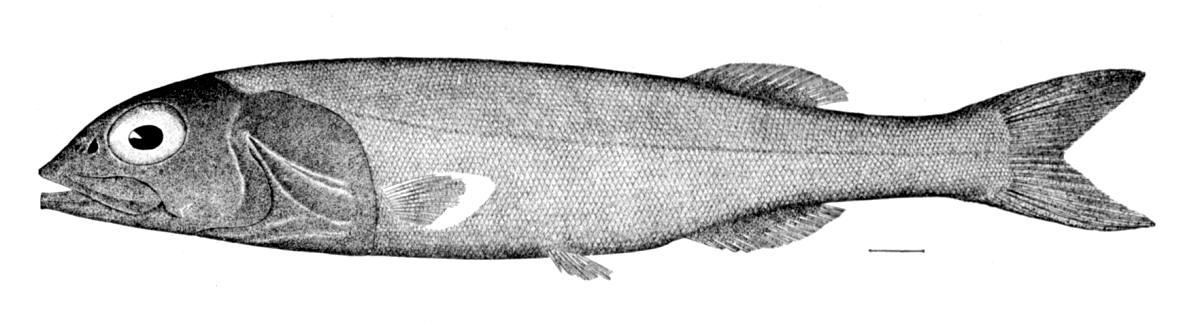
Alepocephalus agassizii

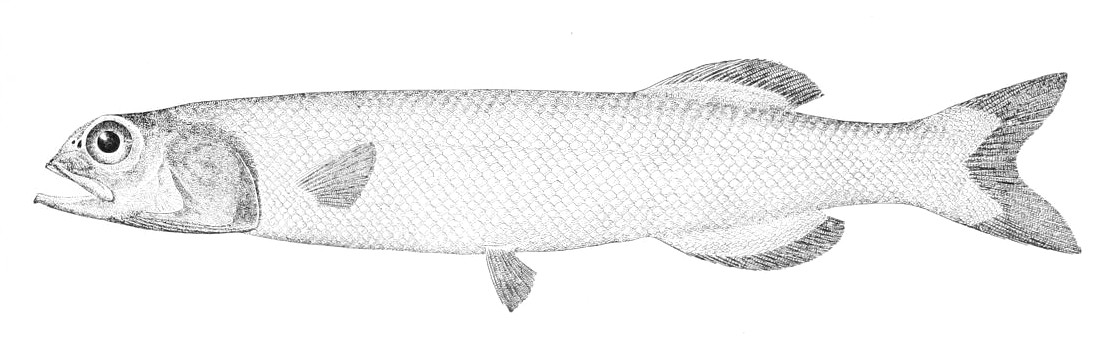
Alepocephalus bairdii

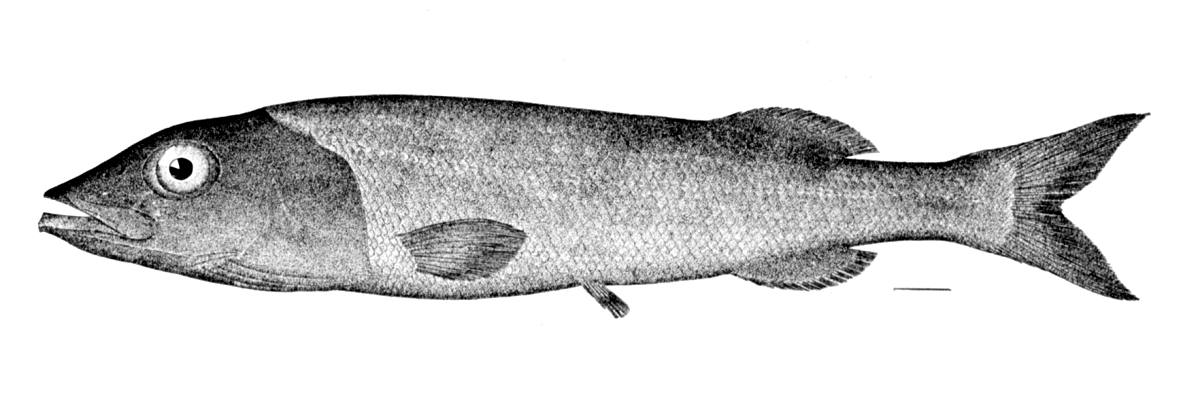
Alepocephalus productus

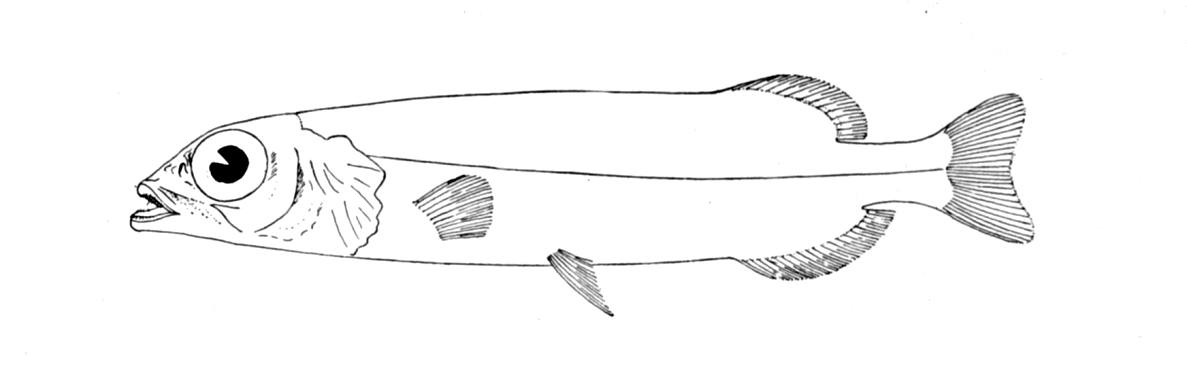
Alepocephalus rostratus

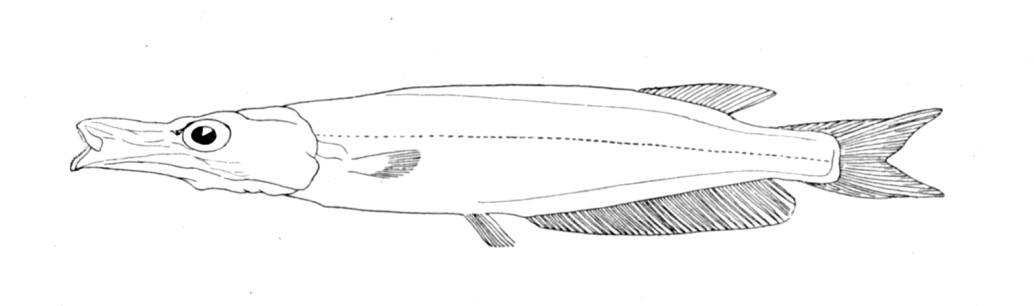
Aulastomatomorpha phospherops

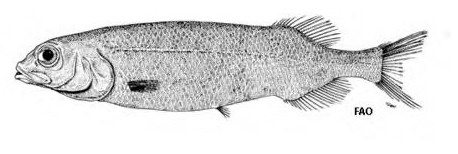
Bajacalifornia megalops

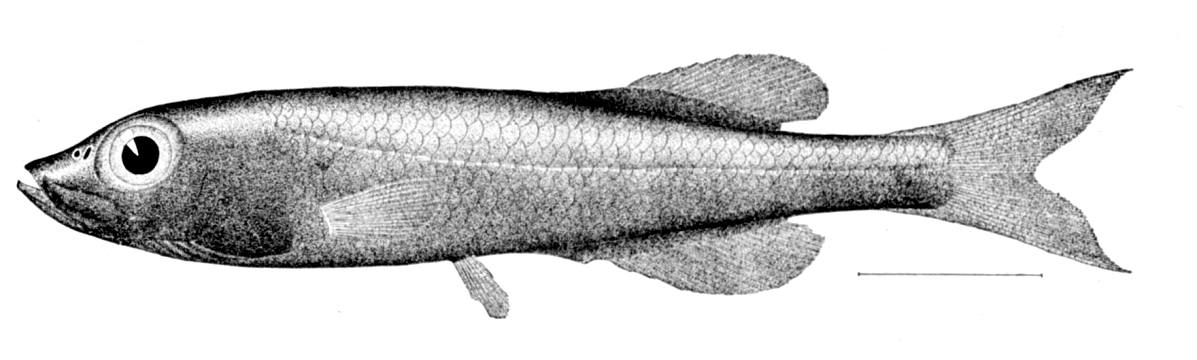
Talismania antillarum

  - Alepocephalus agassizii Goode & Bean, 1883
  - Alepocephalus andersoni Fowler, 1934
  - Alepocephalus antipodianus (Parrott, 1948)
  - Alepocephalus asperifrons Garman, 1899
  - Alepocephalus australis Barnard, 1923
  - Alepocephalus bairdii Goode & Bean, 1879
  - Alepocephalus bicolor Alcock, 1891
  - Alepocephalus blanfordii Alcock, 1892
  - Alepocephalus dentifer Sazonov & Ivanov, 1979
  - Alepocephalus fundulus Garman, 1899
  - Alepocephalus longiceps Lloyd, 1909
  - Alepocephalus longirostris Okamura & Kawanishi, 1984
  - Alepocephalus melas de Buen, 1961
  - Alepocephalus owstoni Tanaka, 1908
  - Alepocephalus planifrons Sazonov, 1993
  - Alepocephalus productus Gill, 1883
  - Rissos Glattkopf (Alepocephalus rostratus Risso, 1820)
  - Alepocephalus tenebrosus Gilbert, 1892
  - Alepocephalus triangularis Okamura & Kawanishi, 1984
  - Alepocephalus umbriceps Jordan & Thompson, 1914
- Asquamiceps
  - Asquamiceps caeruleus Markle, 1980
  - Asquamiceps hjorti (Koefoed, 1927)
  - Asquamiceps longmani Fowler, 1934
  - Asquamiceps velaris Zugmayer, 1911
- Aulastomatomorpha
  - Aulastomatomorpha phospherops Alcock, 1890
- Bajacalifornia
  - Bajacalifornia aequatoris Miya & Markle, 1993
  - Bajacalifornia arcylepis Markle & Krefft, 1985
  - Bajacalifornia burragei Townsend & Nichols, 1925
  - Bajacalifornia calcarata (Weber, 1913)
  - Bajacalifornia erimoensis Amaoka & Abe, 1977
  - Bajacalifornia megalops (Lütken, 1898)
  - Bajacalifornia microstoma Sazonov, 1988
- Bathylaco
  - Bathylaco macrophthalmus Nielsen & Larsen, 1968.
  - Bathylaco nielseni Sazonov & Ivanov, 1980.
  - Bathylaco nigricans Goode & Bean, 1896.
- Bathyprion
  - Bathyprion danae Marshall, 1966
- BathytroctesBathytroctes macrolepis
  - Bathytroctes breviceps Sazonov, 1999
  - Bathytroctes elegans Sazonov & Ivanov, 1979
  - Bathytroctes inspector Garman, 1899

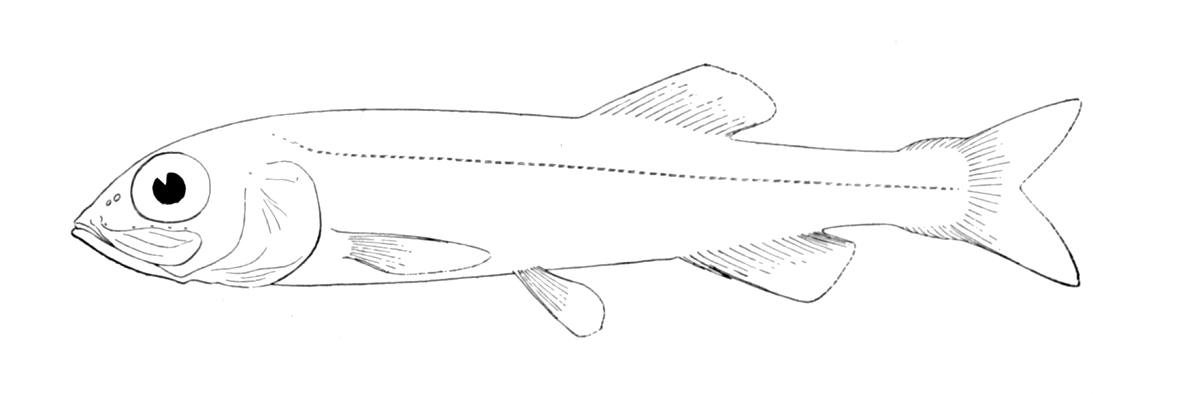
Bathytroctes macrolepis

  - Bathytroctes macrognathus Sazonov, 1999
  - Bathytroctes macrolepis (Koefoed, 1927)
  - Bathytroctes michaelsarsi Koefoed, 1927
  - Bathytroctes microlepis (Lloyd, 1909)
  - Bathytroctes oligolepis (Krefft, 1970)
  - Bathytroctes pappenheimi (Fowler, 1934)

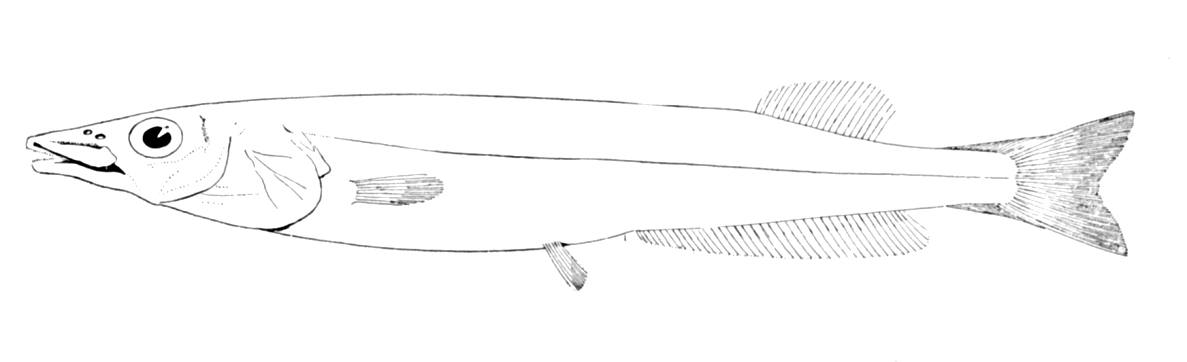
Conocara macropterum

  - Bathytroctes squamosus Alcock, 1890
  - Bathytroctes zugmayeri Fowler, 1974
- ConocaraConocara macropterumConocara nigrum
  - Conocara bertelseni Sazonov, 2002
  - Conocara fiolenti Sazonov & Ivanov, 1979
  - Conocara kreffti (Nielsen & Larsen, 1970)
  - Conocara macropterum (Vaillant, 1888)
  - Conocara microlepis (Lloyd, 1909)
  - Conocara murrayi (Koefoed, 1927)
  - Conocara nigrum (Günther, 1878)
  - Conocara salmoneum (Gill & Townsend, 1897)
  - Conocara werneri Nybelin, 1947
- Einara
  - Einara edentula (Alcock, 1892)
  - Einara macrolepis (Koefoed, 1927)
- Herwigia Nielsen, 1972
  - Herwigia kreffti (Nielsen & Larsen, 1970)
- Leptochilichthys
  - Leptochilichthys agassizii
  - Leptochilichthys microlepis
  - Leptochilichthys pinguis
- LeptodermaLeptoderma macrops
  - Leptoderma affinis Alcock, 1899
  - Leptoderma lubricum Abe, Marumo & Kawaguchi, 1965

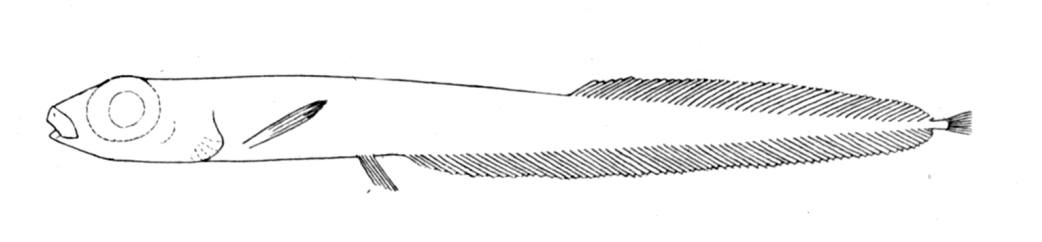
Leptoderma macrops

  - Leptoderma macrophthalmum Byrkjedal, Poulsen & Galbraith, 2011[2]
  - Leptoderma macrops Vaillant, 1886
  - Leptoderma ospesca Angulo et al., 2016
  - Leptoderma retropinna Fowler, 1943
- Microphotolepis
  - Microphotolepis multipunctata Sazonov & Parin, 1977
  - Microphotolepis schmidti (Angel & Verrier, 1931)
- Mirognathus
  - Mirognathus normani Parr, 1951
- Narcetes Alcock, 1890[1]
  - Narcetes erimelas Alcock, 1890
  - Narcetes lloydi Fowler, 1934
  - Narcetes shonanmaruae Poulsen et al., 2021[1]
  - Narcetes stomias (Gilbert, 1890)
- Photostylus
  - Photostylus pycnopterus Beebe, 1933
- Rinoctes
  - Rinoctes nasutus (Koefoed, 1927)
- RouleinaRouleina attrita
  - Rouleina attrita (Vaillant, 1888)
  - Rouleina danae (Marshall, 1966)
  - Rouleina eucla Whitley, 1940
  - Rouleina euryops Sazonov, 1999
  - Rouleina guentheri (Alcock, 1892)
  - Rouleina livida (Brauer, 1906)
  - Rouleina maderensis Maul, 1948
  - Rouleina nuda (Brauer, 1906)
  - Rouleina squamilatera (Alcock, 1898)
  - Rouleina watasei (Tanaka, 1909)
- Talismania
  - Talismania antillarum (Goode & Bean, 1896)
  - Talismania aphos (Bussing, 1965)
  - Talismania bifurcata (Parr, 1951)

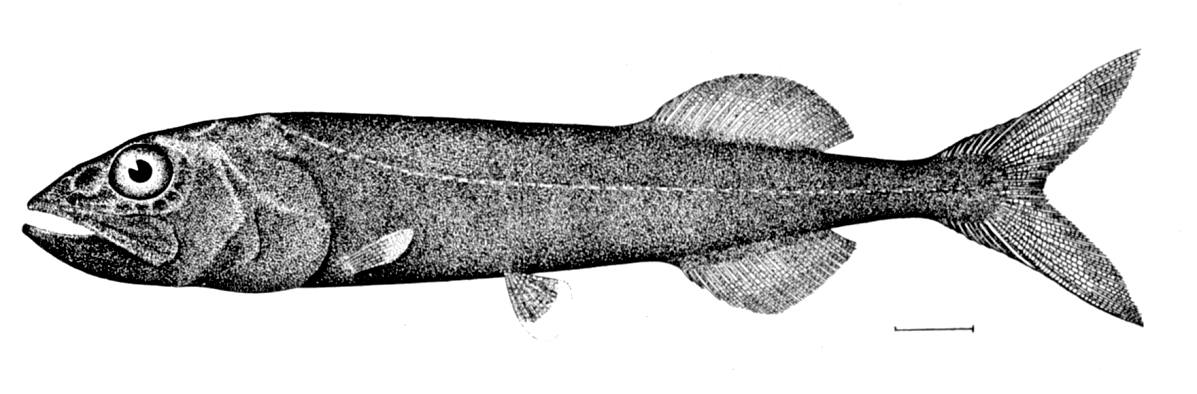
Rouleina attrita

  - Talismania brachycephala Sazonov, 1981
  - Talismania bussingi Sazonov, 1989
  - Talismania filamentosa Okamura & Kawanishi, 1984
  - Talismania homoptera (Vaillant, 1888)
  - Talismania kotlyari Sazonov & Ivanov, 1980
  - Talismania longifilis (Brauer, 1902)
  - Talismania mekistonema Sulak, 1975
  - Talismania okinawensis Okamura & Kawanishi, 1984
- XenodermichthysXenodermichthys copei
  - Xenodermichthys copei (Gill, 1884)

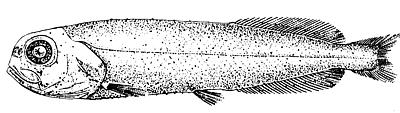
Xenodermichthys copei

  - Xenodermichthys nodulosus Günther, 1878